# كفر أبو محمود
كفر أبو محمود إحدى قرى مركز أشمون التابع لمحافظة المنوفية بجمهورية مصر العربية.

## السكان
بلغ عدد سكان كفر أبو محمود 4,242 نسمة، حسب الإحصاء الرسمي لعام 2006.